# Lester Randolph Ford Sr.
Lester Randolph Ford Senior (ur. 25 października 1886 w Rich Hill, zm. 11 listopada 1967 w Charlottesville) – amerykański matematyk, edytor American Mathematical Monthly w latach 1942–1946, oraz prezydent Mathematical Association of America w latach 1947–1948.
Wynalazca tzw. okręgów Forda.
W roku 1964 stowarzyszenie Mathematical Association of America ustanowiło nagrodę imienia L.R.Forda tzw. Lester Randolph Ford Award.
Ojciec Lestera Randolpha Forda juniora, także matematyka.

## Publikacje
- Ford, L, R – "Automorphic Functions", McGraw-Hill, New York  ISBN 978-0-8218-3741-2 (1929)
- Ford, L. R – "Fractions", The American Mathematical Monthly 45, str. 586-601 (1938)